# 長身鯊
長身鯊（学名：Acanthogobius hasta），又名矛尾刺鰕虎魚、矛尾復鰕虎魚，为鰕虎科刺鰕虎魚屬下的一个种，分布于朝鲜、日本、中國，包括台湾海峡、东海、黄海、渤海等海域，属于近海暖温性底层鱼类。其常见于淤泥底质的海区以及或栖于河口底层。该物种的模式产地在日本长崎。

## 扩展阅读
- 維基物種上的相關：長身鯊